# Матфей Властарь
Матфе́й Властарь (греч. Ματθαίος Βλάσταρις; 1290—1360) — византийский канонист, иеромонах из города Салоники.

## Биография
Родился Матфей Властарь в Салониках в 1290 году. Матфей получил хорошие знания в области юридического права, после чего длительное время занимал должность юриста. После принятия им монашества, он начал заниматься также и церковным правом. Его руке принадлежит множество сочинений, в том числе известный сборник законов «Алфавитная Синтагма». Умер Матфей Властарь в 1360 году в Салониках.

## Письменная деятельность
В 1335 году Матфей Властарь составил свод церковных и гражданских законов, который получил свое заглавие «Алфавитная Синтагма». Эта книга состояла из 24 отделов — по числу букв греческого алфавита. Всего в книге насчитывается 303 главы. В «Синтагме» Матфей написал предисловие, в котором указанно, что в человеческой природе присутствуют три силы: разумная (λογικός μέρος), сила вожделений (έπιφυμητικός) и страстей (θυμικός). На основании этих трех человеческих сил, Матфей разделяет все грехи соответственно на три раздела, в каждом из которых приводится срок епитимьи за различные виды прегрешений. Вскоре был сделан перевод «Алфавитной синтагмы» на сербский язык. По воле короля Стефана Душана некоторые разделы из «Синтагимы» Матфея были включены в книгу «Законник» (1349). В XVII веке «Алфавитная Синтагма» была переведена иеромонахом Епифанием Славинецким на славяно-русский язык. Этот же труд лег в основу создания Номоканона, который был напечатан при Большом Требнике (1639).
Кроме «Алфавитной Синтагмы», Матфею Властарю приписывают ещё несколько трудов:
1. «Перечень должностей великой церкви»
2. «Извлечение из номоканона Иоанна Постника»
3. «Из ответов от Иоанна епископа Кипрского к епископу Диррахийскому Кавасиле»
4. «Правила иже во святых Никифора Константинопольского исповедника из церковных его постановлений»
5. «Ответы блаженного митрополита Ираклийского Никиты к некоему епископу Константину на предложенные им вопросы»
6. «Латино-греческий словарь юридических терминов»
7. «Обличения заблуждения латинов»
8. «Слово об опресноках, упоминаемое Алляцием»
9. «Об исхождении Св. Духа»
10. «Риторика»
11. «Об ораторских фигурах»